# Reserva do Iguaçu
Reserva do Iguaçu es un municipio brasileño del Estado de Paraná. Su población estimada en 2004 era de 7.038 habitantes.